# ماری مورا
ماری مورا (انگلیسی: Mary Moraa؛ زادهٔ ۱۵ ژوئن ۲۰۰۰) دونده زن سرعت و نیمه‌استقامت اهل کنیا است.